# Mikrogeschichte
Mikrogeschichte (italienisch microstoria, englisch microhistory) ist eine geschichtswissenschaftliche Forschungsrichtung, die ihre Erkenntnis durch sehr detaillierte Analysen von relativ kleinen bzw. überschaubaren Forschungseinheiten erzielt. Im Zentrum der mikrohistorischen Perspektive steht aber nicht das historische Detail an sich, sondern dieses wird benutzt, um aufgrund der genaueren Betrachtung der kleineren Einheit reichhaltigere und besser begründete Aussagen über Geschichte in größeren Zusammenhängen treffen zu können. Dennoch geht es der Mikrogeschichte nicht darum, den kleineren und strukturell oder quantitativ begrenzten Forschungen wie der Lokalgeschichte oder Einzelbiografien und anderen ihre Bedeutung abzusprechen, sondern vielmehr sie in einen neuen, größeren Bedeutungszusammenhang zu stellen. Auch in der Ethnologie und einigen kulturwissenschaftlichen Disziplinen wird mit dieser Methode gearbeitet.

## Geschichte und Methode

### Entstehungsgeschichte
Die Mikrogeschichte entstand in den 1970er Jahren in Italien als Reaktion auf die vorherrschenden Trends in der französischen Annales-Schule. Beide Denkweisen teilten die Absicht, dass die einfachen bzw. vergessenen Menschen Europas in die Geschichte einbezogen werden müssen. Dabei waren sie sich nicht einig, welcher methodische Weg der beste ist, um dies zu erreichen. Die Mikrohistoriker wollten sich nicht der Populärkultur mit Hilfe quantitativer Methoden und historischer demographischer Studien nähern, stattdessen konzentrierten sie sich auf die Untersuchungen kleiner Einheiten wie Einzelpersonen, Familien, kleine Gemeinschaften oder einzelne Ereignisse.
Der Begriff der microhistory taucht zum ersten Mal 1959 in der auf Dokumenten basierenden Erzählung Pickett’s Charge: A Microhistory of the Final Attack on Gettysburg von George R. Stewart über den letzten Tag der Schlacht von Gettysburg auf. Zentrale Figuren der mikrohistorischen Anfänge waren unter anderem Carlo Ginzburg, Giovanni Levi, Edoardo Grendi, Simona Cerutti und Carlo Poni. Der ideelle Kontext zum Ursprung der Bewegung kann durchaus als politisch beschrieben werden. Viele Historiker der italienischen Microstoria waren politisch im linken Spektrum aktiv. Sie distanzierten sich jedoch von der marxistischen Geschichtsschreibung und nahmen Abstand von Gedanken an große, kollektive Akteure, was zur Fokussierung auf die Subjektivierung der Akteure führte.
Die Mikrohistoriker verbreiteten ihre Texte mithilfe ihrer Fachzeitschrift Quaderni Storici und einer eigenen auflagenstarken Buchreihe Microstoria, die beim Verlag Einaudi in Turin erschien. In der mikrohistorischen Historiographie kam es nie zu einer Schulbildung. Stattdessen formierte sich die Teildisziplin um einige zentrale Personen und insbesondere um diese beiden Medienkanäle Quaderni Storici und Microstoria. Die Buchreihe Microstoria war nicht nur auf ein Fach-, sondern auch auf ein Laienpublikum ausgerichtet. Die internationale Vernetzung wurde durch die frühen Übersetzungen der Werke ermöglicht, die eine schnelle Verbreitung in den USA und Westeuropa in Gang brachten. Besonders in der nordamerikanischen Historiographie wurde die Mikrohistorie rasch rezipiert und geschätzt. Von der schnellen Verbreitung und der Anpassung an die jeweils vorherrschenden historiographischen Traditionen angetrieben, differenzierte sich die Mikrogeschichte in viele verschiedene Richtungen aus. Diese Vielfalt der Konzeptionen hat wesentlich zur Entwicklung des Ansatzes beigetragen.

### Methode
Methodisch werden in mikrohistorischen Studien unterschiedliche Wege beschritten, die als gemeinsamen Nenner nur die detaillierte Betrachtung eines überschaubaren Untersuchungsobjekts haben. Aufgrund der vielfach praktizierten Konzentration von mikroanalytischen Untersuchungen auf Individuen („Akteure“) und kleinere soziale Netzwerke und des weitgehenden Aussparens historischer Strukturen (Strukturfunktionalismus) bestehen große Überschneidungen mit der Alltagsgeschichte und der historischen Anthropologie.
Zu den potenziellen Quellen gehören zum Beispiel das Selbstzeugnis und das Ego-Dokument, die in der gängigen Geschichtsschreibung weniger berücksichtigt werden können.
Die Mikrogeschichte ist bekannt für einen oft narrativen Erzählstil. Beispiele dafür sind der frühe Klassiker Der Käse und die Würmer (1976) von Carlo Ginzburg, in dem Ginzburg die Leser in die Spurensicherung eintauchen lässt, die er selbst in der Aufarbeitung der Quellen erlebt hat, oder Werke von Natalie Zemon Davis und andere Arbeiten aus der angelsächsischen Mikrogeschichte. Besonders in der italienischen Microstoria waren neben dem Erzählstil immer auch Reflexionen über methodologische und theoretische Fragen wichtig. Es ging darum, große Narrative durch die mikroanalytische Betrachtung zu testen und umgekehrt, in Grendis Worten, durch „the exceptional normal“ („eccezionalmente ‚normale‘“, das „außergewöhnliche Normale“) Schlüsse auf größere Entwicklungen, Strukturen und Zusammenhänge zu ziehen. Die nordamerikanische Mikrogeschichte dagegen profilierte sich dadurch, dass sie Menschen an der Peripherie ins Zentrum rückte. In Frankreich wird die Methode u. a. vertreten von Arlette Farge in ihren Studien über Verhalten und Mentalität der armen Schichten in Paris des 19. Jahrhunderts, über die kaum Quellen außer in den Kriminalarchiven vorliegen. In Deutschland kann man Detlev Peukert mit seiner Analyse des Alltags im Dritten Reich diesem Ansatz zurechnen. In der Ethnologie ist die Methode durch Clifford Geertz vertreten.
Ein in den letzten Jahren verstärkt aufkommender Teilbereich ist die sogenannte Global Microhistory, eine Kombination von Mikrogeschichte und Globalgeschichte. Geprägt wurde dieser Begriff von Tonio Andrade (2010). Schon früher wurden Werke publiziert, die nun im Zusammenhang mit Diskussionen über Global Microhistory immer wieder erwähnt werden, wie beispielsweise Arbeiten Jonathan Spences, unter anderem The Question of Hu (1988, deutsch: Der kleine Herr Hu. Ein Chinese in Paris). Obwohl die Teildisziplin Global Microhistory sich in den letzten Jahren weitgehend etabliert hat, sind nach wie vor viele Fragen offen, wie beispielsweise was unter „micro“ und was unter „global“ zu verstehen sei oder welche Themen und Methoden Bestandteil der Global Microhistory seien.

### Mikrogeschichte und Makrogeschichte
Fernand Braudel kritisierte die ereignis- und individuenzentrierte Methode der microstoria, da sie die großen räumlichen und langen zeitlichen Entwicklungslinien vernachlässige. Die historischen Zusammenhänge, Konjunkturen und Strukturen von langer Dauer (longue durée) seien nicht weniger real als die Mikrogeschichten.
Der teilweise zu einem forschungsstrategischen Gegensatz zugespitzte Unterschied der Forschungsperspektive von Mikro- und Makrogeschichte erscheint oft konstruiert, da sich erstere insofern von der reinen Lokalgeschichte unterscheidet, als ihr Blick nicht auf die regionale Untersuchungseinheit begrenzt bleibt, sondern auf allgemeinere Forschungsfragen bzw. auf größere Forschungseinheiten Bezug nimmt. In der Folge bedeutet das, dass Mikro- und Makrogeschichte nicht komplementäre Teile einer „Gesamtgeschichte“ sind, sondern Forschungsansätze, die sich in Teilen durchaus auch überschneiden können und auch sollen. Ein Beispiel dafür bilden Hans Medicks Arbeiten zur Protoindustrialisierung in Deutschland.
Die Vorschläge zur Verbindung der beiden Ebenen zu einer globalen Mikrogeschichte erscheinen vor allem dort erfolgversprechend, wo sie sich auf Phänomene beziehen, die gleichzeitig mehrere Länder oder gar Kontinente betreffen, wie der Siegeszug der Baumwolle im 18./19. Jahrhundert, der Ausbruch des Tambora 1816 oder die Auswirkungen der portugiesischen Entdeckungsreisen des 16. Jahrhunderts.

## Klassische mikrohistorische Studien
- Carlo Ginzburg: Der Käse und die Würmer. Die Welt eines Müllers um 1600. Syndikat, Frankfurt am Main 1979, ISBN 3-8108-0118-6.
- Emmanuel Le Roy Ladurie: Montaillou. Ein Dorf vor dem Inquisitor 1294 bis 1324. Propyläen-Verlag, Frankfurt am Main u. a. 1980, ISBN 3-549-07390-9.
- Natalie Zemon Davis: Die wahrhaftige Geschichte von der Wiederkehr des Martin Guerre. Piper, München u. a. 1989, ISBN 3-492-02858-6.
- Wolfgang Behringer: Chonrad Stoeckhlin und die Nachtschar. Eine Geschichte aus der frühen Neuzeit. Piper, München 1994, ISBN 3-492-12095-4.
- Giovanni Levi: Das immaterielle Erbe. Eine bäuerliche Welt an der Schwelle zur Moderne. Wagenbach, Berlin 1986, ISBN 3-8031-3527-3.